# Mpanda Hotel
Mpanda Hotel è una circoscrizione urbana (urban ward) della Tanzania situata nel distretto urbano di Mpanda, regione di Katavi. Conta una popolazione di 11 527 abitanti (censimento 2012).